# Passano i soldati
Passano i soldati è un film documentario del 2001 diretto da Luca Gasparini.

## Trama
Il film racconta la storia della progressiva comprensione da parte di un figlio della vicenda del padre, Carlo Gasparini, uno dei pochi sopravvissuti alla tragica ritirata di Russia nella Seconda Guerra Mondiale: un percorso che parte da una completa mancanza di comunicazione - a vent’anni, nel 1977, troppo grande era la distanza tra le visioni del mondo dei figli e dei padri - e giunge dopo una lunga strada a un profondo "capirsi" che riesce a superare differenti idee e scelte di vita.
Il film raccoglie testimonianze di Nuto Revelli e Mario Rigoni Stern, inediti materiali d’archivio di provenienza sovietica, immagini in Super8 di un viaggio in Russia dell'autore e la musica di Massimo Zamboni (già membro dei CCCP - Fedeli alla linea e dei CSI - Consorzio Suonatori Indipendenti.

## Riconoscimenti
- Primo premio al Mediterraneo Video Festival, Ascea, 2002